# Chiesa di Santo Spirito alla Ghisolfa
La chiesa di Santo Spirito alla Ghisolfa (detta anche alla Colombara) è una piccola chiesa con campanile, situata a Milano. Essa rappresenta oggi un'importante memoria storica dell'antico quartiere della Ghisolfa.

## Storia
La data di fondazione della chiesa è il 1505, come riporta un'iscrizione all'interno del campanile. Tuttavia, quest'ultimo è l'unica porzione rimasta dell'edificio originale, mentre la chiesa è stata costruita nella seconda metà del Cinquecento per opera dei Padri Somaschi. Secondo i documenti di archivio, il medico Giovanni Dugnani fece nel 1566 una donazione allo scopo di sostenere gli studi letterari di orfani desiderosi di intraprendere la vita religiosa. Questa donazione comprendeva, oltre a denaro e suppellettili, terreni e una casa in un sobborgo noto come Ghisolfa, all'esterno delle mura di Milano. L'edificio fu chiamato Casa del Santo Spirito alla Colombara ed era la residenza degli studenti e dei loro educatori. La chiesa, dedicata allo Spirito Santo, venne costruita sul terreno adiacente alla casa della Colombara, mantenendo il campanile originale, ed era a disposizione non solo della piccola comunità del collegio, ma anche della popolazione locale, che abitava distante dalla chiesa parrocchiale.
Nel 1785, a causa del ridimensionamento degli ordini religiosi e dell'occupazione francese, i Padri Somaschi furono obbligati a chiudere il collegio della Colombara. Il terreno fu ceduto al marchese Francesco Visconti, ma la comunità della Ghisolfa avviò azioni legali, rivendicando e ottenendo l'autonomia della chiesetta di Santo Spirito, sulla base della data incisa nel campanile. Queste dispute si ripresentarono a ogni passaggio di proprietà, prima al capitano Galliari (1806), poi a Giuseppe Vallardi (1837) e infine a Francesco Turati; in tutti i casi, il Tribunale ribadì l'appartenenza della Chiesa di Santo Spirito alla comunità della Ghisolfa. Nel 1912, la gestione della chiesa è passata dalla parrocchia della S.S. Trinità a quella della Bovisa; dal 1955, la chiesa e la comunità della Ghisolfa dipendono dalla vicina Parrocchia di San Gaetano, in via Mac Mahon 92.
Originariamente, la chiesa sorgeva in aperta campagna, ma l'espansione della città e la trasformazione del quartiere nel corso del Novecento hanno portato alla costruzione di numerose case, che oggi circondano completamente l'edificio.

## Descrizione

### Esterno
L'edificio è a pianta rettangolare, di dimensioni 15 m x 7,30 m. La facciata è decorata da una finestrella circolare, con una vetrata variopinta; in essa è raffigurata una colomba, simbolo dello Spirito Santo. Anticamente, la porta era sovrastata da un dipinto, racchiuso all'interno di un rilievo in stile barocco, visibile ancora oggi. Il campanile è stato sottomurato e rialzato nel 1885; vi sono state installate due campane, la prima nel 1816 e la seconda nel 1837.

### Interno
La chiesa è a navata singola e due campate con volta a crociera; un arco separa la navata dall'abside poligonale. La struttura è costituita da mattoni in cotto, in passato a vista e oggi ricoperti di intonaco. Gran parte degli arredi sacri e l'originale altare in legno sono stati saccheggiati nel corso del tempo; rimane il crocifisso settecentesco, al di sopra del tabernacolo e sovrastato da una rappresentazione dello Spirito Santo in forma di colomba. Le vetrate, realizzate verso la fine del Novecento, rappresentano i Quattro Evangelisti. In fondo alla parete laterale sinistra si trova una statua di San Luigi Gonzaga, patrono della gioventù, che si recava nella chiesetta per i propri esercizi spirituali e a cui l'edificio è oggi dedicato.